# Adrien Petit
Adrien Petit (Arras, 26 september 1990) is een Frans wielrenner die sinds 2022 rijdt voor Intermarché-Wanty-Gobert Matériaux.

## Biografie
In 2008 won Adrien Petit bij de junioren een rit in de Keizer der Juniores. Hiermee trad hij in de voetsporen van onder andere Edvald Boasson Hagen en Peter Kennaugh. In 2009 zette hij de stap naar de beloften. In 2010 won hij zijn eerste UCI-koers, dit in de Ronde van Normandië. In Forges-les-Eaux won hij na 198 kilometer de spurt voor Fabien Bacquet. Ook werd hij derde in het nationaal beloftenkampioenschap, dit achter Geoffrey Soupe en Thomas Damuseau. Door deze goede resultaten werd hij in augustus aangetrokken als stagiair bij Cofidis. Het jaar nadien tekende hij zijn eerste contract, bij dezelfde ploeg. Op het einde van dat seizoen reed hij bij de beloften het WK. Op het vlakke parcours te Kopenhagen zette hij ploegmaat Arnaud Démare perfect af, waarna Démare won en Petit zelf tweede werd.
Zijn eerst profzege boekte hij begin 2013. In de Ronde van Gabon won hij de vierde rit in de spurt voor Andrea Palini. Het daaropvolgende seizoen boekte hij zijn grootse overwinning tot hier toe. In de Tro Bro Léon reed hij in de slotfase samen met landgenoot Flavien Dassonville weg uit de kopgroep. In de spurt troefde hij Dassonville af. In het daaropvolgende seizoen behaalde Petit in het klassieke voorjaar niet de gewenste resultaten. Wel won hij in juni de proloog in de Ronde van Luxemburg.

## Palmares

### Overwinningen
2010 - 2 zeges
2e etappe Ronde van Normandië
Bordeaux-Saintes
2013 - 1 zege
4e etappe Ronde van Gabon
2014 - 1 zege
Tro Bro Léon
2015 - 1 zege
Proloog Ronde van Luxemburg
2016 - 4 zeges
3e, 5e en 6e etappe La Tropicale Amissa Bongo
Eindklassement La Tropicale Amissa Bongo
2017 - 2 zeges
6e etappe Vierdaagse van Duinkerke
Grote Prijs van de Somme
2018 - 1 zege
Parijs-Troyes

### Resultaten in voornaamste wedstrijden
| Jaar | Ronde van Italië | Ronde van Frankrijk | Ronde van Spanje |
| ---- | ---------------- | ------------------- | ---------------- |
| 2011 |                  |                     |                  |
| 2012 |                  |                     |                  |
| 2013 |                  |                     | 130e             |
| 2014 |                  | 156e                |                  |
| 2015 |                  |                     |                  |
| 2016 |                  | 164e                |                  |
| 2017 |                  | 126e                |                  |
| 2018 |                  |                     |                  |
| 2019 |                  |                     |                  |
| 2020 |                  |                     |                  |
| 2021 |                  |                     |                  |
| 2022 |                  | 111e                |                  |
| 2023 |                  | 143e                |                  |
| 2024 | opgave           |                     |                  |
| 2025 |                  |                     |                  |

| Jaar | Milaan-San Remo | Gent-Wevelgem | Ronde van Vlaanderen | Parijs-Roubaix | Omloop Het Nieuwsblad | Parijs-Tours | Dwars door Vlaanderen |  | WK op de weg |
| ---- | --------------- | ------------- | -------------------- | -------------- | --------------------- | ------------ | --------------------- |  | ------------ |
| 2011 |                 | 15e           |                      | 91e            |                       | 21e          |                       |  |              |
| 2012 |                 | 34e           |                      | 28e            |                       | 37e          |                       |  |              |
| 2013 |                 | opgave        |                      | 29e            | 16e                   | 130e         |                       |  |              |
| 2014 |                 | 100e          | opgave               | 28e            | 85e                   | 106e         | 71e                   |  |              |
| 2015 | opgave          | opgave        | opgave               | opgave         | 82e                   | opgave       | 73e                   |  |              |
| 2016 |                 | opgave        | 46e                  | 10e            | 7e                    | 88e          | 12e                   |  | opgave       |
| 2017 |                 |               | 26e                  | 9e             | 10e                   | opgave       | 72e                   |  |              |
| 2018 |                 |               |                      | 46e            |                       | 35e          | 74e                   |  |              |
| 2019 |                 | 6e            | 26e                  | 15e            | 70e                   |              | 13e                   |  |              |
| 2020 | 87e             | opgave        | opgave               |                | opgave                |              |                       |  |              |
| 2021 | 149e            | 58e           | opgave               | 76e            | 115e                  | 80e          | opgave                |  |              |
| 2022 |                 | 38e           | opgave               | 6e             | 82e                   |              | opgave                |  |              |
| 2023 |                 |               |                      |                |                       | 90e          | opgave                |  |              |
| 2024 |                 | opgave        | opgave               | opgave         | 117e                  | opgave       | 85e                   |  |              |
| 2024 |                 |               |                      |                | opgave                |              |                       |  |              |
| 2025 |                 | opgave        | opgave               | 96e            | opgave                |              |                       |  |              |

## Ploegen
- 2010 –  Cofidis, le Crédit en Ligne (stagiair vanaf 1-8)
- 2011 –  Cofidis, le Crédit en Ligne
- 2012 –  Cofidis, le Crédit en Ligne
- 2013 –  Cofidis, Solutions Crédits
- 2014 –  Cofidis, Solutions Crédits
- 2015 –  Cofidis, Solutions Crédits
- 2016 –  Direct Énergie
- 2017 –  Direct Énergie
- 2018 –  Direct Énergie
- 2019 –  Direct Énergie
- 2020 –  Total Direct Energie
- 2021 –  Total Direct Energie
- 2022 –  Intermarché-Wanty-Gobert Matériaux
- 2023 –  Intermarché-Circus-Wanty
- 2024 –  Intermarché-Wanty
- 2025 –  Intermarché-Wanty

Augé ·
Blot · 
Buffaz · 
Cusin ·
Demaret ·
Dumoulin ·
Duque · 
El Fares ·
Fouchard ·
Gallopin · 
Ista ·
Kern ·
Keukeleire · 
Kriit ·
Labbe ·
Lafargue ·
Lambert ·
Levy ·
Minard · 
Moinard · 
Moncoutié · 
Monier ·
Mulder · 
Pauriol ·
Pervis ·
Sijmens · 
Sireau ·
Taaramäe · 
Thirionet · 
Valentin · 
Zingle ·
Bagot (stagiair) ·
Edet (stagiair) ·
Petit (stagiair)
Bagot ·
Barle · 
Buffaz · 
Crépelière ·
Cusin ·
Demaret ·
Dumoulin ·
Duque · 
Edet ·
El Fares ·
Fouchard ·
Gallopin ·
Grandjean ·
Hervio · 
Ista ·
Keukeleire · 
Kriit ·
Labbe ·
Lambert ·
Maté · 
Moncoutié · 
Monier ·
Petit ·
Saramotins · 
Sijmens · 
Taaramäe · 
Thirionet · 
Valentin · 
Vogondy ·
Zingle ·
Delalot (stagiair) ·
Lavieu (stagiair) ·
Molard (stagiair) 
Bagot ·
Barle · 
Buffaz · 
Cammaerts ·
Demaret ·
Di Grégorio ·
Dumoulin ·
Duque · 
Edet ·
Fouchard ·
García ·
Ghyselinck ·
Labbe ·
Lambert ·
Maté · 
Molard ·
Moncoutié · 
Monier ·
Petit ·
Saramotins · 
Sijmens · 
Taaramäe · 
Thirionet · 
Valentin · 
Vogondy ·
Zingle ·
Corbel (stagiair) ·
Turgis (stagiair) 
Bagot ·
Barle · 
Bescond · 
Bessy · 
Cammaerts ·
Coppel ·
Edet ·
Fouchard ·
García ·
Ghyselinck ·
Hardy ·
Jõeäär ·
Labbe ·
Le Mével ·
Lemarchand ·
Levarlet ·
Maté · 
Molard ·
Navarro · 
Petit ·
Poulhiès ·
Sijmens · 
Taaramäe · 
Valentin · 
Zingle ·
Lavery (stagiair) · 
Venturini (stagiair) · 
Verhelst (stagiair) 
Bagot ·
Bescond · 
Cammaerts ·
Coppel ·
Edet ·
Fouchard ·
García ·
Hardy ·
Jõeäär ·
Laporte ·
Le Mével ·
Lemarchand ·
Lemoine ·
Levarlet ·
Maté · 
Molard ·
Navarro · 
Petit ·
Poulhiès ·
Sénéchal · 
Simon ·
Taaramäe · 
Venturini · 
Verhelst ·
Zingle ·
Chetout (stagiair) · 
Kowalski (stagiair) · 
Turgis (stagiair) 
Ahlstrand · Bagot · N.Bouhanni · Chainel · Chetout · Edet · Hardy · Jõeäär · Laporte · Lemoine · Maté · Molard · Navarro · Petit · Rollin · Rossetto · Sénéchal · Simon · Soupe · Turgis · Van Staeyen · Vanbilsen · Venturini · Verhelst · Zingle · R.Bouhanni (stagiair) · Hofstetter (stagiair) · San Sebastián (stagiair)
Anderson · Boudat · Calmejane · Cardis · Chavanel · Coquard · Cornu · Duchesne · Gène · Grellier · Guillemois · Hurel · Jeandesboz · Morice · Nauleau · Petit · Pichot · Quéméneur · Sicard · Thévenot · Tulik · Voeckler · Gaillard (stagiair) · Ourselin (stagiair) · Sellier (stagiair)
Anderson · Boudat · Calmejane · Cardis · Chavanel · Coquard · Cornu · Duchesne · Gène · Grellier · Guillemois · Hivert · Hurel · Jeandesboz · Morice · Nauleau · Ourselin · Petit · Pichot · Quéméneur · Sicard · Tulik · Voeckler · Burgaudeau (stagiair) · Maitre (stagiair) · Orceau (stagiair)
Boudat · Calmejane · Cardis · Chavanel · Cornu · Cousin · Gaudin · Gène · Grellier · Hivert · Journiaux · Nauleau · Ourselin · Petit · Pichot · Quéméneur · Sellier · Sicard · Taaramäe · Tulik · Gaillard (stagiair) · Orceau (stagiair) · Rivière (stagiair) 
Bonifazio · Boudat · Burgaudeau · Calmejane · Cardis · Cousin · Gaudin · Gène · Grellier · Hivert · Journiaux · Ligthart · Nauleau · Ourselin · Petit · Pichot · Quéméneur · Sellier · Sicard · Taaramäe · Terpstra · Tulik · Turgis
Bakelants · Bystrøm · Claeys · De Gendt · Delacroix · Devriendt · Girmay · Goossens · Hermans · Hirt · Huys · Johansen · Kristoff · Meintjes · Page · Pasqualon · Peák · Petilli · Petit · Planckaert ·  Pozzovivo(vanaf 14/2) · Rota · Taaramäe · Thijssen · van der Hoorn · van Kessel · Van Melsen · van Poppel · Vliegen · Zimmermann · De Pooter (stagiair) · Mihkels (stagiair)
Bonifazio · Bystrøm · Calmejane · Costa · De Gendt · De Pooter · Girmay · Goossens · Herregodts · Huys · Johansen · Marit · Meintjes · Mihkels · Page · Paquot · Petilli · Petit · Planckaert · Rex · Rota · Smith · Taaramäe · Teunissen · Thijssen · van der Hoorn · van Poppel · Vliegen · Zimmermann
Braet · Busatto · Calmejane · Colleoni · De Pooter · Faure Prost · Girmay · Goossens · Herregodts · Kuypers(vanaf 4/4) · Marit · Meintjes · Mihkels · Page · Paquot · Petilli · Petit · Planckaert · Rex · Rota · Smith · Taaramäe · Teunissen · Thijssen · van der Hoorn · Van Hoecke · van Poppel · van Sintmaartensdijk · Zimmermann · Dolven(stagiair)